# Teoria das cordas não crítica
A teoria das cordas não crítica descreve a corda relativista sem aplicar a dimensão crítica. Embora esta teoria permite a construção de uma teoria das cordas em 4 dimensões de espaço-tempo, este tipo de teoria geralmente não descreve um fundo invariante de Lorentz. No entanto, existem desenvolvimentos que possibilitam a quantização de invariante de Lorentz
 da teoria das cordas de Minkowski em 4 dimensões de espaço-tempo.